# ان‌جی‌سی ۵۳۳۱
ان‌جی‌سی ۵۳۳۱ (انگلیسی: NGC 5331) یک جفت از دو کهکشان مارپیچی در حال برهم‌کنش در صورت فلکی دوشیزه است. این دو کهکشان توسط ویلیام هرشل در ۱۳ مه ۱۷۹۳ کشف شدند.